# 不变子空间
数学上，一个从某个线性空间{\displaystyle V}到自身的线性变换
{\displaystyle T:V\rightarrow V}
的不变子空间是{\displaystyle V}的一个子空间{\displaystyle W}使得{\displaystyle T(W)}包含于{\displaystyle W}。{\displaystyle T}的一个不变子空间也称为是 {\displaystyle T}－不变的。
若{\displaystyle W}为{\displaystyle T}－不变，我们限制{\displaystyle T}到{\displaystyle W}上得到一个新的线性变换
{\displaystyle T|W:W\rightarrow W}
不变子空间的存在使得对于{\displaystyle T}的研究变得更为简单。
当然{\displaystyle V}本身，和子空间{\displaystyle {0}}，是每个线性算子{\displaystyle T:V\rightarrow V}的平凡不变子空间。对于特定的线性算子，可能没有非平凡的不变子空间；譬如考虑二维实向量空间的旋转。 
另一个例子是：令{\displaystyle {\textbf {v}}}为{\displaystyle T}的一个特征向量，也即{\displaystyle T{\textbf {v}}=\lambda {\textbf {v}}}。则{\displaystyle W={\text{span}}\{{\textbf {v}}\}}是{\displaystyle T}不变的。
进一步扩展这个例子，我们可以证明每个在一个至少两维的复有限维向量空间的每个线性算子有一个非平凡的不变子空间：{\displaystyle T}的特征值是{\displaystyle T}的特征多项式的零点，而该多项式根据代数基本定理总是有零点的；然后我们可以取对应于该特征值的一个特征向量张成的空间。这个证明在实数域上不成立，因为不是所有实多项式都有一个实根。

## 矩阵表示
在有限维向量空间上每个线性变换{\displaystyle T:V\rightarrow V}在选取了一个{\displaystyle V}的基以后都可以用一个矩阵来表达。假设现在{\displaystyle W}是一个{\displaystyle T}不变子空间。取{\displaystyle W}的一个基{\displaystyle C=\{{\textbf {i}}_{1},\cdots ,{\textbf {i}}_{k}\}}，并扩充成为{\displaystyle V}的一个基{\displaystyle B}。则{\displaystyle T}对应于基{\displaystyle B}的矩阵{\displaystyle [T]_{B}}将有如下形式：
{\displaystyle [T]_{B}={\begin{bmatrix}[T|_{W}]_{C}&*\\0&*\end{bmatrix}}}
其中左上角块表达了{\displaystyle W}中的向量的像还在{\displaystyle W}本身中因此是{\displaystyle W}的基向量的线性组合这一事实。

## 不变子空间问题
不变子空间问题主要是关于{\displaystyle V}是大于1维的复数域上的可分希尔伯特空间，而{\displaystyle T}是有界算子的情况的。它求证是否{\displaystyle T}总是有一个非平凡闭子空间。该问题直至2006年还未獲解答。若{\displaystyle V}只是巴拿赫空间，1984年Charles Read证明存在反例。

## 推广
更一般的，不变子空间可以定义在算子集合上（算子代数，群表示），它们是在该集合中的每个算子下不变的子空间。
例如，给定一个群{\displaystyle G}在向量空间{\displaystyle V}上的表示，每个{\displaystyle G}的元素{\displaystyle g}有一个对应的线性变换{\displaystyle T(g):V\rightarrow V}。若{\displaystyle V}的子空间{\displaystyle W}在所有这些变换下不变，则它是一个子表示，而群{\displaystyle G}以自然的方式作用于{\displaystyle W}上。